# Rohov (district de Senica)
Pour les articles homonymes, voir Rohov.
Rohov est une commune du district de Senica, dans la région de Trnava, en Slovaquie.

## Histoire
La première mention écrite du village date de 1471.

## Démographie

### Évolution de la population
| Année:               | 1994. | 2004.   | 2014.   | 2024.   |
| -------------------- | ----- | ------- | ------- | ------- |
| Nombre de personnes: | 406   | 386     | 416     | 382     |
| Différence:          |       | -4,92 % | +7,77 % | -8,17 % |

| Année:               | 2023. | 2024.   |
| -------------------- | ----- | ------- |
| Nombre de personnes: | 380   | 382     |
| Différence:          |       | +0,52 % |